# Rhododendron 'Mrs. Charles S. Sargent'
Rhododendron 'Mrs. Charles S. Sargent' — сорт вечнозелёных рододендронов.

## Биологическое описание
В возрасте 10 лет может достичь высоты 2 м.
Листья эллиптические до обратнояйцевидных, вечнозеленые, 150×50 мм, не опушённые.
Соцветия округлые, несут до 20 цветков, ширина около 14 см.
Цветки фиолетово-розовые с жёлтым пятном на внутренней части, воронковидные, 40×70 мм. Тычинки фиолетовые. Аромат отсутствует.
Цветение в конце мая — середине июня.

## В культуре
Выдерживает понижения температуры до −32°С.

## Потомки
- 'Amazing Grace' Pride O.S., 1952 = ('Mrs Charles S Sargent' x 'Swansdown')
- 'Cocheco Big George' Parks J.B. (Joe), 1985 = ('Mrs Charles S Sargent' x 'Dexter’s Purple')
- 'Graf Zeppelin' Van Nes C.B., 1934 = ('Pink Pearl' x 'Mrs Charles S Sargent')
- 'Kathryn Forbes' Parks J.B. (Joe), 1984 = ('Mrs Charles S Sargent' x 'Dexter’s Purple')
- 'Lunik' Scholz J., 1961 = (Rhododendron smirnowii x 'Mrs Charles S Sargent')
- 'Meadowbrook' Vossberg P.D., 1920 = ('Mrs Charles S Sargent' x 'Everestianum')
- 'Merveille de Boskoop' Felix & Dijkhuis, 1965 = ('Mrs Charles S Sargent' x 'Britannia')
- 'Niantic' Scott Arboretum, 1962 = ('Alandale' x 'Mrs Charles S Sargent')
- 'Pearce’s American Beauty' Pearce, 1930 = ('Mrs Charles S Sargent' x 'Doctor H.C. Dresselhuys')
- 'Queen Mary' Felix & Dijkhuis, 1950 = ('Marion' x 'Mrs Charles S Sargent')
- 'Spring Dawn' Shammarello A.M, 1945 = (? x 'Mrs Charles S Sargent')
- 'Yates' Hazel' Yates H.R., 1963 = ('Mrs Charles S Sargent' x 'Mount Siga')
- 'Years of Peace' Mezitt E.V., 1959 = ('Mrs Charles S Sargent' x 'Mrs Charles S Sargent')